# Emmanuel de Liechtenstein
 (mars 2019).
Si vous disposez d'ouvrages ou d'articles de référence ou si vous connaissez des sites web de qualité traitant du thème abordé ici, merci de compléter l'article en donnant les références utiles à sa vérifiabilité et en les liant à la section « Notes et références ».
Emmanuel de Liechtenstein, né le 2 février 1700 à Vienne et mort le 15 janvier 1771 dans la même ville, est un monarque autrichien.

## Biographie
Fils de Philippe-Érasme de Liechtenstein et de Christiane de Lœwenstein-Wertheim-Rochefort. En 1726, il épouse Marie de Dietrichstein (1707-1777).
De cette union naissent :
- François-Joseph Ier de Liechtenstein
- Charles (1730-1809) épouse en 1761 Marie-Éléonore (1745-1812) fille de Jean-Aloïs Prince d'Oettingen-Spielberg. Ancêtre de la « Branche Caroline », éteinte en 1908.
- Philippe de Liechtenstein (1731-1757)
- Jean de Liechtenstein (1734-1781)
- Marie-Amélie de Liechtenstein (1737-1787), en 1754, elle épouse Sigismond de Khevenhüller-Metsch (1732-1801)
- Marie-Anne de Liechtenstein (1738-1814), en 1754, elle épouse le comte Emmanuel-Philibert de Waldstein (1731-1775)
- Marie-Françoise de Liechtenstein (1739-1821), en 1755, elle épouse le prince Charles-Joseph de Ligne (1735-1814)